# Phare de Vidal Bank
Le phare de Vidal Bank est un petit phare situé dans le chenal du Carlingford Lough, dans le comté de Down, en Irlande du Nord. Il est géré par les Commissioners of Irish Lights (CIL).

## Histoire
C'est un feu directionnel, datant de 1923, construit sur une tourelle métallique de 8 m de haut. La partie supérieure de la tourelle est peinte en blanc, la partie inférieure en vert foncé. Ce feu est localisé à environ 500 m au nord-ouest du phare d'Haulbowline. Il fonctionne à l'é"ergie solaire depuis 1999.
Il émet un feu blanc occultant toutes les 3 secondes, marquant un côté du chenal, en parallèle de celui du phare de Green Island. Il n'est accessible qu'en bateau.